# Byparken (Budapest)
 For alternative betydninger, se Byparken. (Se også artikler, som begynder med Byparken)
Byparken (ungarsk: Városliget) ligger i XIV. distrikt i den ungarske hovedstad Budapest. Parken er blevet et yndet rekreationsområde for byens indbyggere siden den blev anlagt af den franske landskabsarkitekt Nebbion i 1810. Området var tidligere et bakket og sumpet område, der dækker 1,2 km². Sydvestligt kommer man ind via Heltepladsen, der ligger for enden af Andrássy út. I den nordlige del gennemstrømmes byparken af Kós Karóly Sétány. Siden dens tilblivelse er der opstået en del fritids- og kulturinitiativer rundt om i parken. 

## Vajdahunyadborgen
Vajdahunyadborgen befinder sig således, at man kan se dens højre side fra Heltepladsen. Som mange andre bygninger blev den opført til tusindårsjubilæet for Ungarns grundlæggelse i 1896. Den middelalderlige byggestil med tårne, gavle og spidser skyldes den ungarske bygmester Ignác Alpár, der ville illustrere det middelalderlige Ungarn. Udgangspunktet for byggeriet var den ungarske nationalhelt Johann Hunyadi og hans slot i Huneadora, der i dag ligger i Rumænien. 
Ved indgangen findes en gotisk borgport, der på sin venstre side har et tårn fra det øvre Ungarn og på sin højre side har en kopi af tårnet fra det rumænske slot Segesvar. Ved kapellet bag ved den romanske fløj på den østlige side af borggården kopierede Alpár en portal fra et kloster i Ják. I den østlige del afsluttes byggeriet med slotslignende klassicistisk og barok stil. Herudover er byggeriet inspireret af byggeri fra Transsylvanien og det nordlige Ungarn. 
Det, der ligger til højre for borgporten, er helliget landbrugsmuseet, hvor bøndernes håndværk, landbrugsmaskiner og anden formidling af bøndernes liv og levned er. 